# Olympische Winterspiele 1992/Teilnehmer (Vereintes Team)
| Gelbes Symbol für Goldmedaillen mit stilisierten Olympischen Ringen | Graues Symbol für Silbermedaillen mit stilisierten Olympischen Ringen | Braundes Symbol für Bronzemedaillen mit stilisierten Olympischen Ringen |
| ------------------------------------------------------------------- | --------------------------------------------------------------------- | ----------------------------------------------------------------------- |
| 9                                                                   | 6                                                                     | 8                                                                       |

Das Vereinte Team nahm an den Olympischen Winterspielen 1992 im französischen Albertville mit einer Delegation von 130 Athleten in zwölf Disziplinen teil, davon 87 Männer und 43 Frauen. Es bestand aus den sechs ehemaligen Sowjetrepubliken Russland, Ukraine, Kasachstan, Armenien, Usbekistan und Belarus und trat unter der olympischen Flagge an. Mit neun Gold-, sechs Silber- und acht Bronzemedaillen war das Vereinte Team die zweiterfolgreichste Mannschaft bei den Spielen. Die Skilangläuferin Ljubow Jegorowa war mit drei Gold- und zwei Silbermedaillen die erfolgreichste Athletin dieser Winterspiele.
Fahnenträger bei der Eröffnungsfeier war der Biathlet Waleri Medwedzew.

## Teilnehmer nach Sportarten

### Biathlon
Männer
- Waleri Kirijenko
10 km Sprint: 5. Platz (26:31,8 min)
20 km Einzel: 11. Platz (59:12,6 min)
4 × 7,5 km Staffel: Silber  (1:25:06,3 h)
- Waleri Medwedzew
10 km Sprint: 25. Platz (27:39,5 min)
4 × 7,5 km Staffel: Silber  (1:25:06,3 h)
- Aljaksandr Papou
10 km Sprint: 18. Platz (27:31,3 min)
20 km Einzel: 4. Platz (58:02,9 min)
4 × 7,5 km Staffel: Silber  (1:25:06,3 h)
- Jauhen Redskin
20 km Einzel: Gold  (57:34,4 min)
- Sergei Tschepikow
10 km Sprint: 4. Platz (26:27,5 min)
20 km Einzel: 10. Platz (58:47,6 min)
4 × 7,5 km Staffel: Silber  (1:25:06,3 h)

Frauen
- Jelena Belowa
7,5 km Sprint: Bronze  (24:50,8 min)
3 × 7,5 km Staffel: Bronze  (1:16:54,6 h)
- Jelena Golowina
7,5 km Sprint: 20. Platz (26:50,3 min)
15 km Einzel: 22. Platz (56:17,9 min)
- Jelena Melnikowa
3 × 7,5 km Staffel: Bronze  (1:16:54,6 h)
- Swjatlana Paramyhina
15 km Einzel: 21. Platz (56:15,2 min)
- Swetlana Petschorskaja
7,5 km Sprint: 13. Platz (26:09,7 min)
15 km Einzel: Silber  (51:58,5 min)
- Anfissa Reszowa
7,5 km Sprint: Gold  (24:29,2 min)
15 km Einzel: 26. Platz (56:52,6 min)
3 × 7,5 km Staffel: Bronze  (1:16:54,6 h)

### Bob
Männer, Zweier
- Wladimir Jefimow, Alexei Golowin (EUN-1) 
20. Platz (4:07,30 min)
- Oleg Suchorutschenko, Andrei Gorochow (EUN-2)
26. Platz (4:08,33 min)

Männer, Vierer
- Oleg Suchorutschenko, Oleksandr Bortjuk, Wladimir Ljubowizki, Andrei Gorochow (EUN-1)
19. Platz (3:57,43 min)
- Wladimir Jefimow, Oleg Petrow, Sergei Kruglow, Alexander Paschkow (EUN-2)
22. Platz (4:00,59 min)

### Eiskunstlauf
Männer
- Wiktor Petrenko
Gold  (1,5)
- Wjatscheslaw Sahorodnjuk
8. Platz (13,0)
- Alexei Urmanow
5. Platz (7,5)

Frauen
- Tatjana Ratschkowa
16. Platz (20,5)
- Julija Worobjowa
14. Platz (20,0)

Paare
- Jewgenija Schischkowa & Wadim Naumow
5. Platz (7,5)
- Jelena Betschke & Denis Petrow
Silber  (3,0)
- Natalja Mischkutjonok & Artur Dmitrijew
Gold  (1,5)

Eistanz
- Oxana Grischtschuk & Jewgeni Platow
4. Platz (8,0)
- Maja Ussowa & Alexander Schulin
Bronze  (5,6)
- Marina Klimowa & Sergei Ponomarenko
Gold  (2,0)

### Eishockey
| - Nikolai Chabibulin - Michail Schtalenkow - Andrei Trefilow - Sergei Bautin - Dmitri Juschkewitsch - Wladimir Malachow - Dmitri Mironow - Darius Kasparaitis - Igor Krawtschuk - Alexei Schitnik - Sergei Subow - Igor Boldin | - Nikolai Borschtschewski - Wjatscheslaw Buzajew - Wjatscheslaw Bykow - Juri Chmyljow - Andrei Chomutow - Jewgeni Dawydow - Andrei Kowalenko - Alexei Kowaljow - Sergei Petrenko - Witali Prochorow - Alexei Schamnow |

- Gold

### Eisschnelllauf
Männer
- Alexander Golubew
500 m: 7. Platz (37,51 s)
- Nikolai Guljajew
1000 m: 8. Platz (1:15,46 min)
- Konstantin Kalistratow
1500 m: 22. Platz (1:59,02 min)
- Sergei Klewtschenja
500 m: 21. Platz (38,26 s)
- Alexander Klimow
1000 m: 13. Platz (1:16,05 min)
1500 m: 31. Platz (2:00,94 min)
- Wadim Sajutin
5000 m: 11. Platz (7:13,20 min)
10.000 m: 19. Platz (14:49,31 min)
- Jewgeni Sanarow
5000 m: 8. Platz (7:11,38 min)
10.000 m: 10. Platz (14:38,99 min)
- Wadim Schakschakbajew
500 m: 14. Platz (37,86 s)
- Ihar Schaljasouski
500 m: 8. Platz (37,57 s)
1000 m: 6. Platz (1:15,05 min)
1500 m: 10. Platz (1:57,24 min)
- Jurij Schulha
1500 m: 16. Platz (1:57,80 min)
- Bronislaw Snetkow
5000 m: 29. Platz (7:28,93 min)
10.000 m: 17. Platz (14:46,87 min)
- Andrei Bachwalow
1000 m: 25. Platz (1:17,21 min)

Frauen
- Swetlana Baschanowa
1500 m: 6. Platz (2:07,81 min)
3000 m: 7. Platz (4:28,19 min)
5000 m: 7. Platz (7:45,55 min)
- Swetlana Boiko
3000 m: 5. Platz (4:28,00 min)
5000 m: 6. Platz (7:44,19 min)
- Jelena Lapuga
1000 m: 28. Platz (1:25,21 min)
1500 m: 25. Platz (2:11,72 min)
- Natalja Poloskowa
500 m: 15. Platz (41,61 s)
1000 m: 20. Platz (1:24,30 min)
1500 m: 4. Platz (2:07,12 min)
- Ljudmila Prokaschowa
500 m: 31. Platz (43,19 s)
1500 m: 10. Platz (2:08,71 min)
3000 m: 10. Platz (4:30,76 min)
5000 m: 5. Platz (7:41,65 min)
- Oxana Rawilowa
500 m: 16. Platz (41,73 s)
1000 m: 15. Platz (1:24,14 min)
- Jelena Tjuschnjakowa
500 m: 29. Platz (42,65 s)
1000 m: 7. Platz (1:22,97 min)

### Freestyle-Skiing
Männer
- Alexei Bannikow
Buckelpiste: 33. Platz (in der Qualifikation ausgeschieden)
- Andrei Iwanow
Buckelpiste: 21. Platz (in der Qualifikation ausgeschieden)
- Michail Lyschin
Buckelpiste: 36. Platz (in der Qualifikation ausgeschieden)
- Sergei Schuplezow
Buckelpiste: 12. Platz (21,60)

Frauen
- Jelena Koroljowa
Buckelpiste: 10. Platz (in der Qualifikation ausgeschieden)
- Jelisaweta Koschewnikowa
Buckelpiste: Silber  (23,50)
- Olga Lytschkina
Buckelpiste: 12. Platz (in der Qualifikation ausgeschieden)
- Larisa Udodova
Buckelpiste: 23. Platz (in der Qualifikation ausgeschieden)

### Nordische Kombination
- Andrei Dundukow
Einzel (Normalschanze / 15 km): 11. Platz (47:44,2 min)
Mannschaft (Normalschanze / 10 km): 11. Platz (1:37:57,2 h)
- Sergei Schwagirew
Einzel (Normalschanze / 15 km): 36. Platz (53:03,6 min)
Mannschaft (Normalschanze / 10 km): 11. Platz (1:37:57,2 h)
- Waleri Stoljarow
Einzel (Normalschanze / 15 km): 32. Platz (51:50,2 min)
Mannschaft (Normalschanze / 10 km): 11. Platz (1:37:57,2 h)
- Wassili Sawin
Einzel (Normalschanze / 15 km): 22. Platz (49:24,8 min)

### Rodeln
Männer, Einsitzer
- Eduard Burmistrow
16. Platz (3:05,510 min)
- Sergei Danilin
9. Platz (3:03,773 min)
- Oleg Jermolin
15. Platz (3:05,295 min)

Männer, Doppelsitzer
- Albert Demtschenko & Alexei Selenski
8. Platz (1:33,299 min)
- Igor Lobanow & Gennadi Beljakow
10. Platz (1:33,947 min)

Frauen
- Nadeschda Danilina
12. Platz (3:08,828 min)
- Irina Gubkina
10. Platz (3:08,746 min)
- Natalja Jakuschenko
8. Platz (3:08,383 min)

### Shorttrack
Männer
- Dmytryj Erschow
1000 m: 11. Platz (im Viertelfinale ausgeschieden)

Frauen
- Julija Allagulowa
3000-m-Staffel: Bronze  (4:42,69 min)
- Natalja Komjatschilowa
500 m: 17. Platz (im Vorlauf ausgeschieden)
3000-m-Staffel: Bronze  (4:42,69 min)
- Marina Pylajewa
500 m: 5. Platz (48,42 s)
- Wiktorija Troizkaja
3000-m-Staffel: Bronze  (4:42,69 min)
- Julija Wlassowa
500 m: 7. Platz (48,70 s)
3000-m-Staffel: Bronze  (4:42,69 min)

### Ski Alpin
Männer
- Witali Andrejew
Abfahrt: 21. Platz (1:53,52 min)
Super-G: Rennen nicht beendet
Kombination: 20. Platz (85,07)
- Alexei Maslow
Abfahrt: 22. Platz (1:53,68 min)
Super-G: 49. Platz (1:19,71 min)
Kombination: Slalomrennen nicht beendet
- Konstantin Tschistjakow
Abfahrt: 24. Platz (1:53,93 min)
Super-G: 22. Platz (1:16,14 min)
Kombination: Slalomrennen nicht beendet

Frauen
- Swetlana Gladyschewa
Abfahrt: 8. Platz (1:53,85 min)
Super-G: 25. Platz (1:26,51 min)
Kombination: 12. Platz (61,25)
- Tatjana Lebedewa
Abfahrt: 19. Platz (1:55,15 min)
Super-G: 28. Platz (1:26,92 min)
Kombination: 18. Platz (111,34)
- Swetlana Nowikowa
Super-G: 27. Platz (1:59,18 min)
Kombination: 19. Platz (122,48)
- Warwara Selenskaja
Super-G: 24. Platz (1:26,39 min)
Kombination: Abfahrtsrennen nicht beendet

### Skilanglauf
Männer
- Michail Botwinow
10 km klassisch: 11. Platz (28:55,8 min)
15 km Verfolgung: 15. Platz (41:07,1 min)
30 km klassisch: 12. Platz (1:25:36,9 h)
50 km Freistil: 28. Platz (2:14:20,8 h)
4 × 10 km Staffel: 5. Platz (1:43:03,6 h)
- Alexander Golubjow
30 km klassisch: 14. Platz (1:25:56,1 h)
50 km Freistil: 17. Platz (2:11:20,1 h)
- German Karatschewski
10 km klassisch: 62. Platz (32:12,6 min)
15 km Verfolgung: 43. Platz (44:09,5 min)
- Andrei Kirillow
10 km klassisch: 30. Platz (30:27,4 min)
15 km Verfolgung: 17. Platz (41:14,9 min)
- Alexei Prokurorow
30 km klassisch: 21. Platz (1:27:20,5 h)
50 km Freistil: 4. Platz (2:07:06,1 h)
4 × 10 km Staffel: 15. Platz (1:43:03,6 h)
- Wladimir Smirnow
10 km klassisch: 13. Platz (29:13,1 min)
15 km Verfolgung: 8. Platz (39:59,8 min)
30 km klassisch: 9. Platz (1:25:27,6 h)
50 km Freistil: 35. Platz (2:15:48,5 h)
4 × 10 km Staffel: 5. Platz (1:43:03,6 h)

Frauen
- Olga Danilowa
5 km klassisch: 6. Platz (14:37,2 min)
10 km Verfolgung: 11. Platz (28:10,2 min)
30 km Freistil: 20. Platz (1:30:30,7 h)
- Ljubow Jegorowa
5 km klassisch: Silber  (14:14,7 min)
10 km Verfolgung: Gold  (25:53,7 min)
15 km klassisch: Gold  (42:20,8 min)
30 km Freistil: Silber  (1:22:52,0 h)
4 × 5 km Staffel: Gold  (59:34,8 min)
- Larissa Lasutina
5 km klassisch: 7. Platz (14:41,7 min)
10 km Verfolgung: 8. Platz (27:34,8 min)
30 km Freistil: 5. Platz (1:26:31,8 h)
4 × 5 km Staffel: Gold  (59:34,8 min)
- Natalja Martynowa
15 km klassisch: 12. Platz (45:16,1 min)
- Raissa Smetanina
15 km klassisch: 4. Platz (44:01,5 min)
4 × 5 km Staffel: Gold  (59:34,8 min)
- Jelena Välbe
5 km klassisch: Bronze  (14:22,7 min)
10 km Verfolgung: Bronze  (26:37,7 min)
15 km klassisch: Bronze  (43:42,3 min)
30 km Freistil: Bronze  (1:24:13,9 h)
4 × 5 km Staffel: Gold  (59:34,8 min)

### Skispringen
- Juri Dudarew
Normalschanze: 54. Platz (162,5)
Großschanze: 47. Platz (120,9)
Mannschaft: 11. Platz (503,4)
- Dionis Vodnev
Normalschanze: 25. Platz (191,1)
Großschanze: 24. Platz (156,3)
Mannschaft: 11. Platz (503,4)
- Andrei Werweikin
Normalschanze: 32. Platz (186,8)
Großschanze: 29. Platz (151,8)
Mannschaft: 11. Platz (503,4)
- Michail Jessin
Normalschanze: 11. Platz (204,7)
Großschanze: 10. Platz (176,5)
Mannschaft: 11. Platz (503,4)